# Congjiang
Congjiang (chinesisch 从江县, Pinyin Cóngjiāng Xiàn) ist ein chinesischer Kreis des Autonomen Bezirks Qiandongnan der Miao und Dong in der Provinz Guizhou. Er hat eine Fläche von 3.220 km² und zählt 294.600 Einwohner (Stand: Ende 2018). Sein Hauptort ist die Großgemeinde Bingmei (丙妹镇).
Der Trommelturm in Zengchong (Zengchong gulou 增冲鼓楼), einem Dorf der Dong-Nationalität, steht seit 1988 auf der Liste der Denkmäler der Volksrepublik China (3-104).